# Északkelet-Afrika

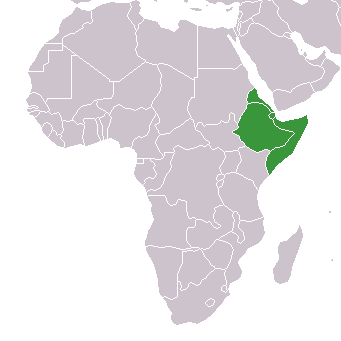

Északkelet-Afrika az afrikai kontinens egyik alrégiója, mely Kelet-Afrika északi területeit foglalja magába. Gyakori elnevezése még a terület alakjára utaló Afrika szarva is.

## Elhelyezkedése

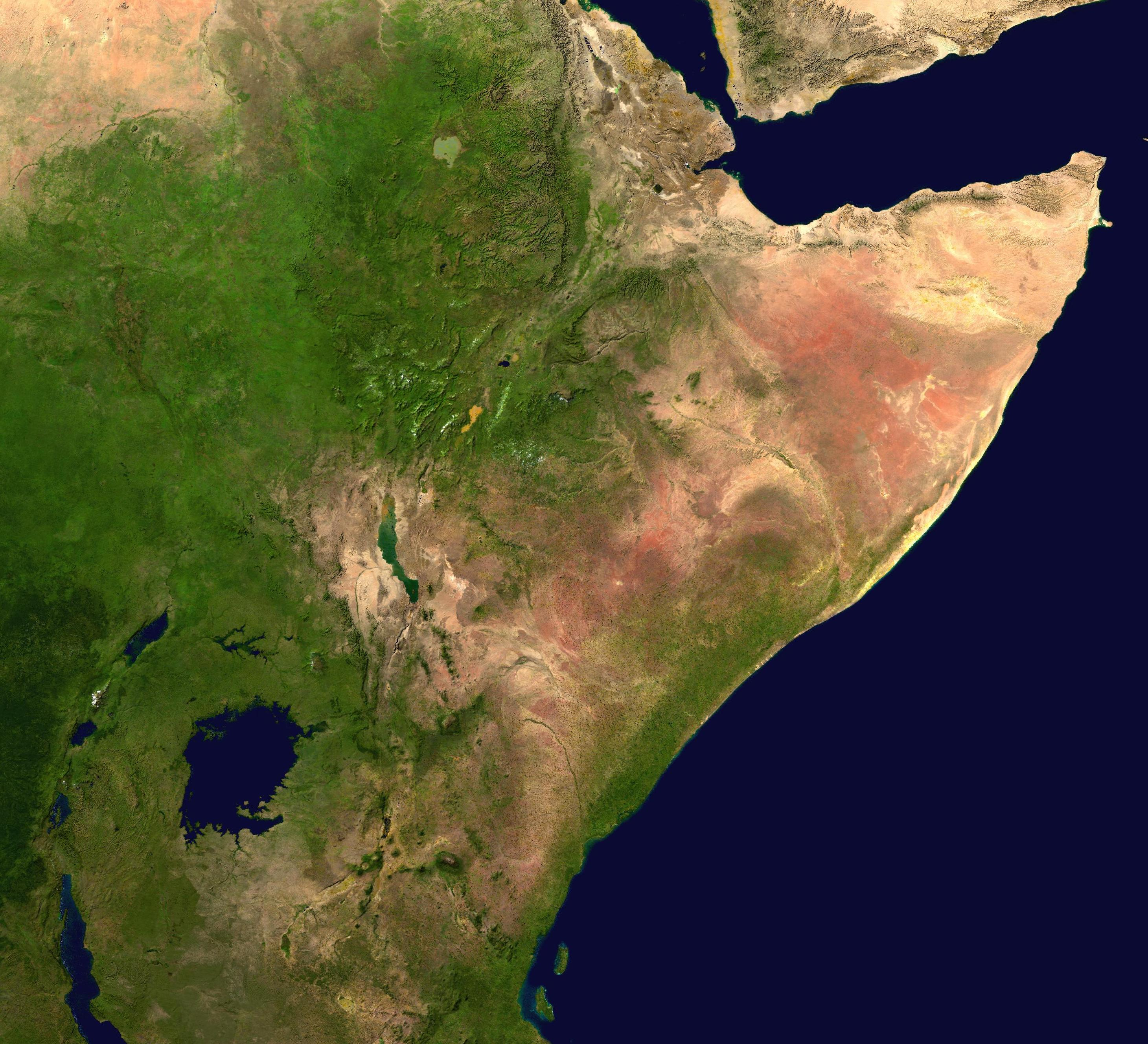
Északkelet-Afrika a NASA műholdfelvételén

Északkelet-Afrikában találhatjuk a kontinens legkeletebbi területét az Arab-tengerbe több száz kilométerre benyúló Szomáli-félszigetet, melyet az Arab-félszigettől az Ádeni-öböl választ el. Területe kb. 2 millió km², lakossága pedig meghaladja a 90 milliót.
Északkelet-Afrikához négy ország tartozik: Etiópia, Szomália, Eritrea és Dzsibuti.

## Kialakulása
Északkelet-Afrika egész területén az előidőből származó kristályos kőzetek (gneisz, kristályos palák) alkotják az aljzatot. Ezek egyenletes mélységig pusztultak le, ma csak a Szomáli-félsziget bizonyos területein vannak a felszínen. A terület többi részén ezeket középidei üledékek fedték be (az óidő esetleges üledékei nem ismertek).
Az újidő harmadidőszakában a Gondwana őskontinens szétesésével magára maradt Afrika a Nagy-hasadékvölgy mentén további osztódásba kezdett. Ennek során élénk vulkáni tevékenység zajlott, melynek következtében kialakult Földünk egyik legnagyobb bazalttakarója, az Etióp-magasföld. A vulkánok közül számos még ma is működik.
A Szomáli-félszigetet nem érte el a vulkanizmus, de ahhoz kapcsolódóan törésvonalak mentén összetöredezett, lépcsővidékké alakult. Felszínét ma is a középidei üledékek (főleg mészkő) borítják. A keleti és északi tengerparton, illetve az Afar-medence területén a felszínen harmad- vagy negyedidőszaki tengeri üledékek is előfordulnak.

## Részei
Északkelet-Afrika domborzata alapján három, egymástól jól elkülöníthető tájból áll. Az egyik, a harmadidőszaki bazaltömlések által felépített Etióp-magasföld, a másik a Nagy-hasadékvölgy részét képező Avas-árok, mely észak felé kiszélesedik (Afar-medence), a harmadik pedig az eddigiektől elütő, inkább Arábiával rokon Szomáli-félsziget.

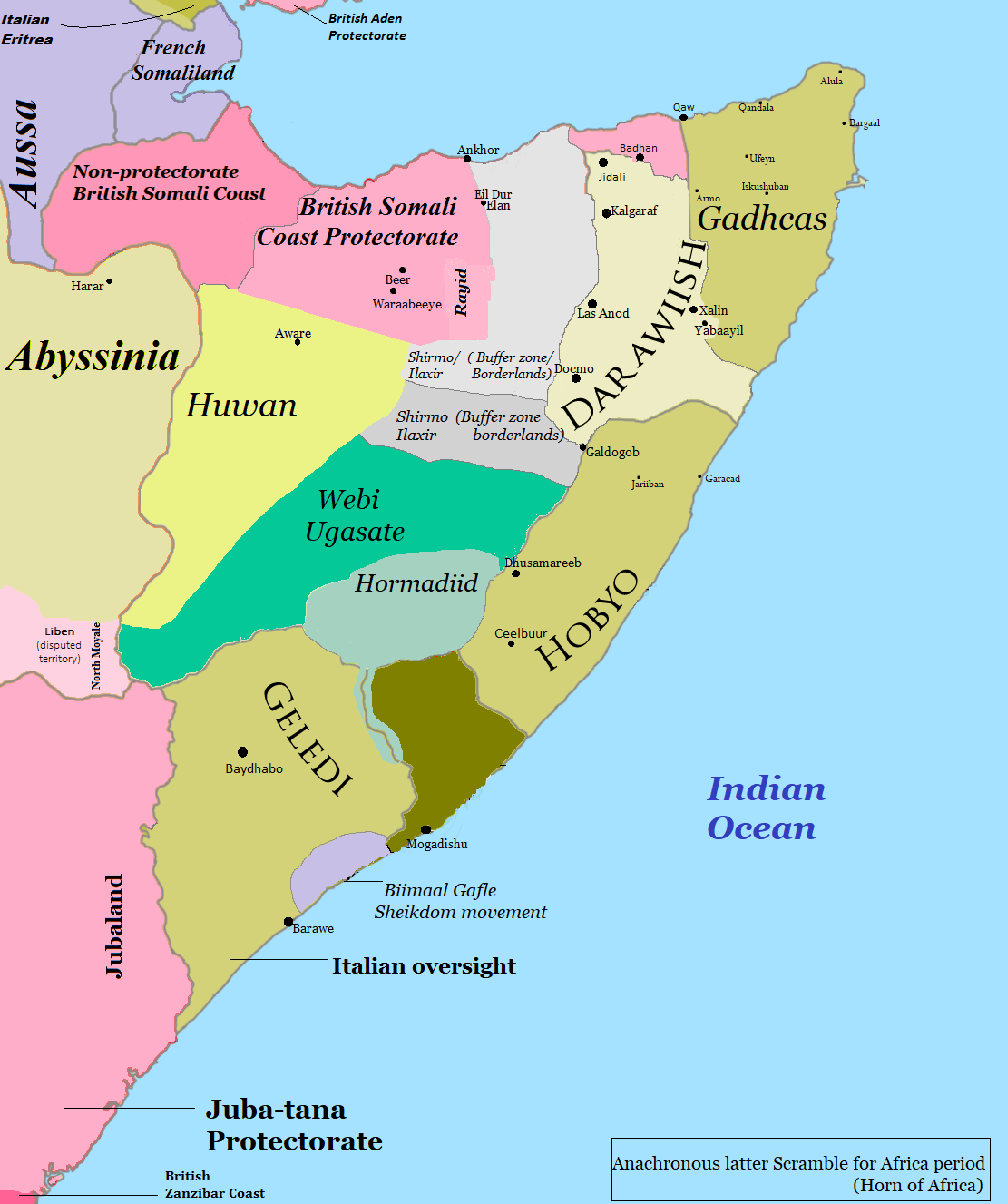
.

1. Etióp-magasföld
2. Afar-medence
3. Szomáli-félsziget

## Éghajlata
A földrajzi helyzetből kiindulva Északkelet-Afrika a trópusi övezet trópusi monszunvidékében (nyári esők öve) található. Éghajlatát azonban két fő tényező befolyásolja, így az korántsem úgy alakul, ahogy a fekvés alapján várható lenne.
Szárazföldek és tengerek elhelyezkedése:
A téli félévben az északkeleti passzát uralja a területet. Ez az Arab-félsziget felől érkezik, rendkívül száraz levegőt szállítva. A keskeny Vörös-tenger illetve Ádeni-öböl pedig csak annyi nedvességgel töltik fel ezeket a légtömegeket, amely épp csak a tengerparti sávban okoz némi csapadékot. A nyári félévben a déli féltekéről érkező, délnyugati monszun pedig hosszú utat tesz meg szárazföld felett (Közép-Afrika, Kenya), ahol bőséges csapadékmennyiségének nagy részét elveszíti, így Északkelet-Afrikában megint csak szárazságot okoz. E hatások következtében a Szomáli-félsziget nagy része félsivatag (200–500 mm/év) illetve főleg északon sivatag (<100 mm/év).
Domborzat:
Az Etióp-magasföld magas hegyei képesek az Egyenlítő felől érkező szelek csapadékmennyiségét megcsapolni, délen 1800 mm/év, észak felé egyre kevesebb, de jelentős (750 mm/év) csapadékot szerezve. A magasföld szélárnyékában, a tengerszint közelében, sőt alatta fekvő Afar-medence éghajlata azonban rendkívül száraz sivatagi (<100 mm/év).
A fenti két tényező befolyásolja az évi középhőmérsékletet is: az Afar-medence a Föld egyik legforróbb területe (Berbera évi középhőmérséklete 29,5 °C, (a leghidegebb január 24,5 °C, a legmelegebb július 36 °C). A Szomáli-félsziget is igen forró (Mogadishu évi középhőmérséklete 27 °C), az Etióp-magasföldön azonban a függőleges övezetesség alakult ki (a 2300 m-en fekvő Addisz-Abeba évi középhőmérséklete 16,5 °C).

## Vízrajza
A terület alacsony csapadékmennyisége miatt folyókban szegény. Komolyabb méretű állandó vízfolyások csak a magasföldön vannak, ám azok vízjárása ott is igen ingadozó: a magas vízállás általában júniustól decemberig tart.
Legfontosabb folyóvizei a Nílus vízrendszeréhez tartoznak. Az Etióp-magasföldön eredő a Nílus vízhozamának többségét adó forrásága, a Kék-Nílus, valamint a Nílus árvizeit szintén nagyban meghatározó Atbara és a Fehér-Nílust tápláló Szobat.
Északkelet-Afrikában nagy kiterjedésű lefolyástalan területek is találhatóak. Ilyen az Avas-árokban folyó Avas is, mely végül az Abbé-tóba torkollik. A másik jelentős lefolyástalan terület a Turkana tóba torkolló Omo folyó völgye.
Az Indiai-óceán vízgyűjtőjének legnagyobb folyója a Jubbaés mellékfolyója a Shebelle.
A száraz éghajlat miatt tavainak jelentős része sós (pl. Afar-medencében az Abbé-tó, Assal-tó). Több kisebb tó tölti ki az Avas-árkot is, de a legnagyobb, az Etióp-magasföld nyugati részén, 1788 méteres magasságban fekvő Tana-tó.

## Növényzete
A síkságok természetes növényzete a szavanna, melynek a partokon erdős, beljebb viszont csak tüskés-bokros változata terjedt el. Legfontosabb növényei az ókor óta világszerte keresett és ezért komoly jövedelmet biztosító mirrhafa (Commiphora abyssinica), a tömjén (Boswellia carteri), valamint a ragasztó- és kötőszerek gyártására alkalmas gumiarábikumot adó Acacia senegal.
Az Etióp-magasföld területén a trópusi esőerdőktől az alhavasi rétekig a függőleges övezetesség minden jellemző növénytársulása kialakult.